# Gare de Viroflay-Rive-Gauche
Ne doit pas être confondu avec Gare de Viroflay-Rive-Droite.
La gare de Viroflay-Rive-Gauche est une gare ferroviaire française des lignes de Paris-Montparnasse à Brest et des Invalides à Versailles-Rive-Gauche, située sur le territoire de la commune de Viroflay, dans le département des Yvelines, en région Île-de-France.
Cette gare de la Société nationale des chemins de fer français (SNCF) est desservie par les trains de la ligne N du Transilien (réseau de Paris-Montparnasse) et par les trains de la ligne C du RER. En outre, elle est en correspondance avec la ligne 6 du tramway d'Île-de-France.

## Situation ferroviaire

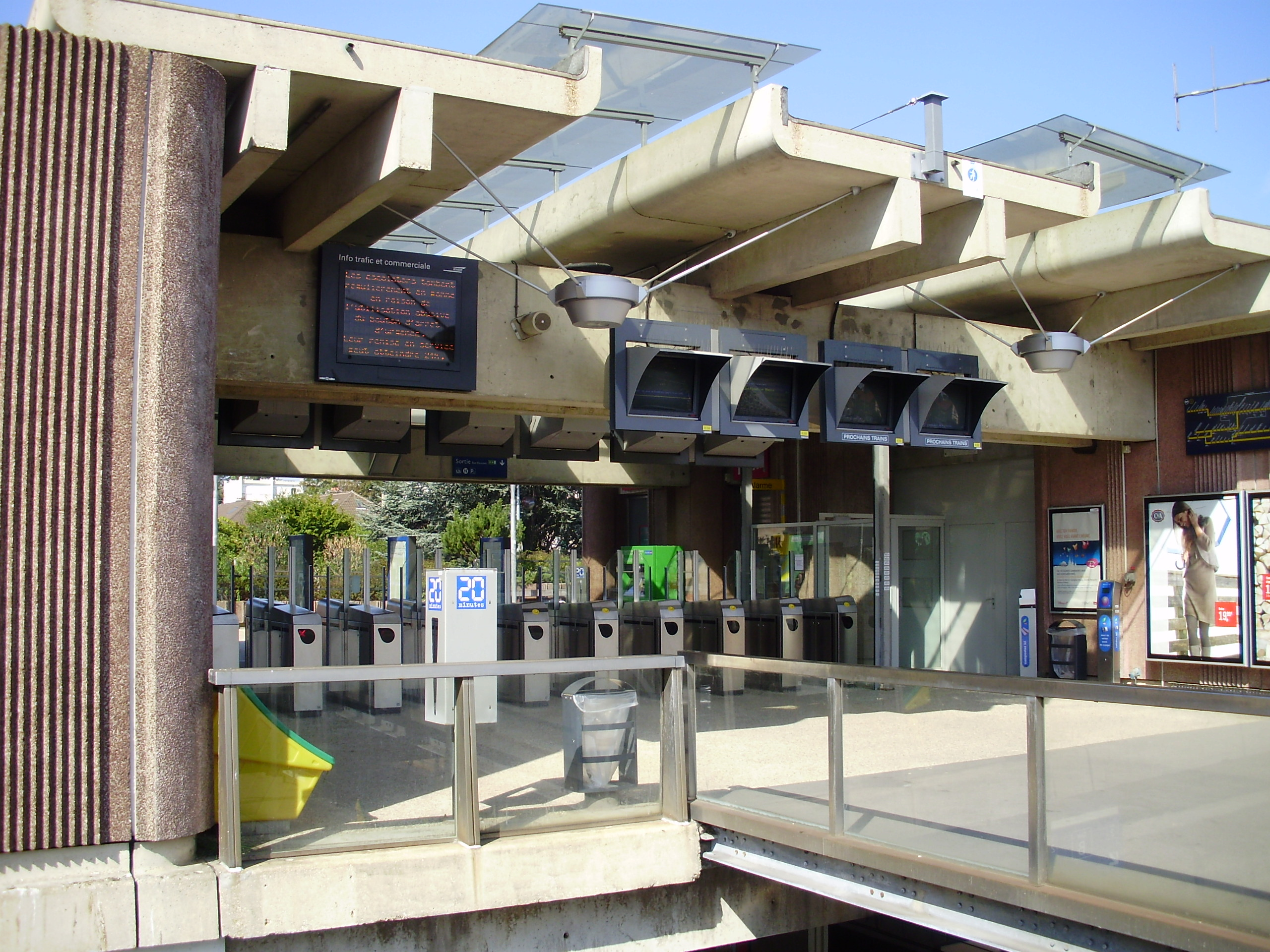
Bâtiment voyageurs côté voies.

Gare de bifurcation, elle est située au point kilométrique (PK) 13,880 de la ligne de Paris-Montparnasse à Brest, entre les gares de Chaville-Rive-Gauche et de Versailles-Chantiers et au PK 14,350 de la ligne de Versailles-Rive-Gauche aux Invalides, entre les gares de Porchefontaine et de Chaville - Vélizy.
En venant de Paris, elle est la première gare des Yvelines du réseau Transilien de Paris-Montparnasse.
Son altitude est de 111 m.

## Histoire

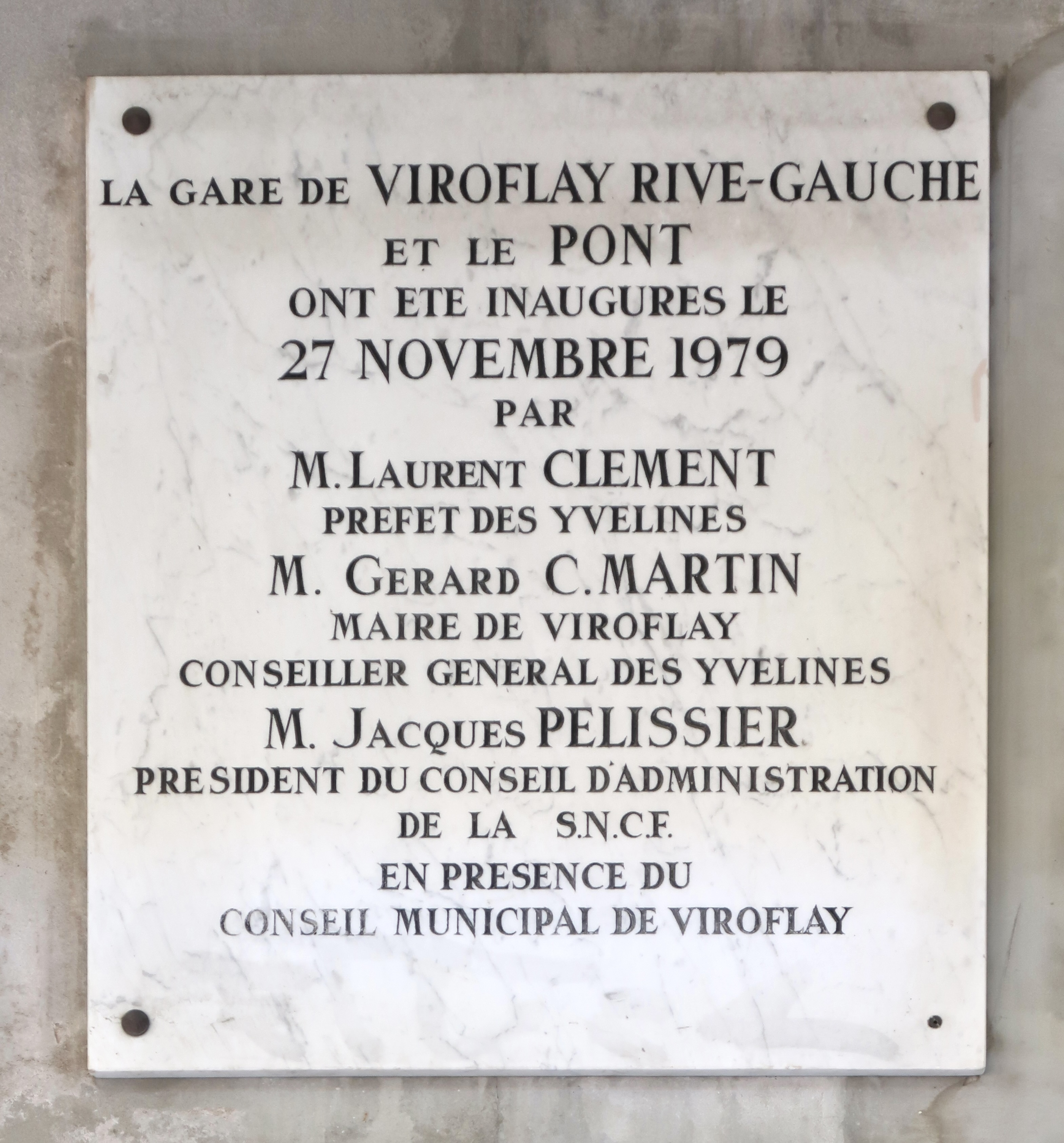
Plaque commémorant la reconstruction de la gare en 1979.

Elle est mise en service le 10 septembre 1840 avec l'ouverture de la voie entre la gare de Paris-Montparnasse et la gare de Versailles-Rive-Gauche (renommée Versailles-Château-Rive-Gauche en février 2012).
De 2015 à 2022, selon les estimations de la SNCF, la fréquentation annuelle de la gare figure dans le tableau ci-dessous.
| Année     | 2022      | 2021      | 2020      | 2019      | 2018      | 2017      | 2016      | 2015      |
| --------- | --------- | --------- | --------- | --------- | --------- | --------- | --------- | --------- |
| Voyageurs | 4 651 553 | 3 373 069 | 2 634 272 | 5 633 570 | 5 330 072 | 5 067 446 | 4 726 246 | 4 389 157 |

## Service des voyageurs

### Accueil
La gare dispose d'un bâtiment voyageurs avec guichet, adapté pour les personnes handicapées, d'automates Transilien, d'automates Grandes lignes, du système d'information sur les circulations des trains en temps réel, du dispositif de contrôle des billets élargi et de boucles magnétiques pour personnes malentendantes. Une boutique de presse Relay est installé en gare.
Elle est équipée de trois quais centraux qu'encadrent six voies. Chacune est affectée à une ou plusieurs destinations en fonction des horaires. Le changement de quai se fait par une passerelle, située à côté du bâtiment voyageurs, qui est accessible par escaliers fixes ou mécaniques.

### Dessertes
La gare est desservie par :
- la ligne N du Transilien (Paris - Rambouillet / Paris - Plaisir - Mantes-la-Jolie), à raison[3] d'un train toutes les 15 minutes, sauf aux heures de pointe où la fréquence est de huit trains par heure. Le temps de trajet est d'environ 40 minutes depuis Rambouillet, 51 minutes depuis Mantes-la-Jolie, 24 minutes depuis Plaisir - Grignon et de 10 minutes à 21 minutes depuis Paris-Montparnasse selon les dessertes des trains ;
- la ligne C du RER, à raison[4] d'un train toutes les 30 minutes pour chaque branche, sauf aux heures de pointe où la fréquence est d'un train toutes les 15 minutes. Le temps de trajet est d'environ 1 heure 22 minutes depuis Juvisy, 6 minutes depuis Versailles-Château, 11 minutes depuis Saint-Quentin-en-Yvelines et 1 heure 48 minutes depuis Saint-Martin-d'Étampes. La gare de Viroflay-Rive-Gauche est la gare de bifurcation des branches occidentales de Saint-Quentin-en-Yvelines et Versailles-Château-Rive-Gauche ;
- la ligne 6 du tramway d'Île-de-France, à raison[5] d'une rame toutes les 5 à 10 minutes en journée, jusqu'à 4 minutes aux heures de pointe. Avant 7 h 00 et après 22 h 00, il est possible d'attendre jusqu'à 15 minutes. La ligne est desservie par des rames Translohr. Le temps de trajet est approximativement de deux minutes en direction du terminus de Viroflay-Rive-Droite et de 38 minutes jusqu'au terminus de Châtillon - Montrouge.

### Intermodalité

#### Tramway

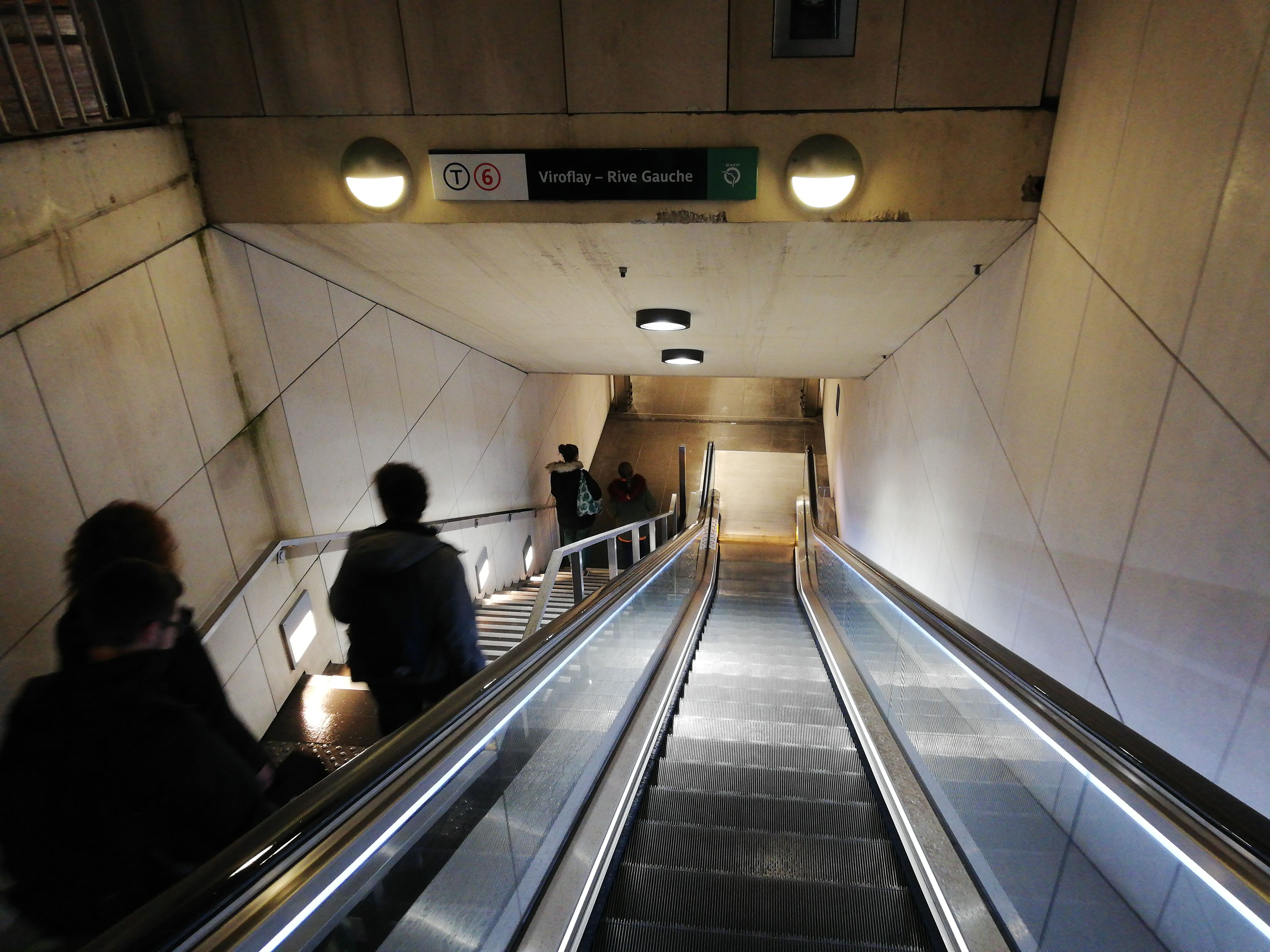
Accès principal à la station de tramway, en décembre 2018.

Depuis le 28 mai 2016, la gare est en correspondance avec la ligne de tramway T6, la reliant à la station de métro Châtillon - Montrouge (ligne 13 du métro de Paris), en desservant le centre-ville de Vélizy-Villacoublay, le centre commercial Vélizy 2, l'hôpital Antoine-Béclère et le centre de Châtillon.

#### Intermodalité
La gare est desservie par les lignes 6206 et 6207 du réseau de bus Grand Versailles.

#### Stationnement
Un parking pour les véhicules et les vélos y est aménagé.

## Plan des voies
La gare se trouve au cœur d'un nœud ferroviaire qui double celui de Versailles-Chantiers, assurant ainsi les mêmes dessertes à l'exception de celle de la ligne U du Transilien (vers La Défense).

## Galerie de photographies

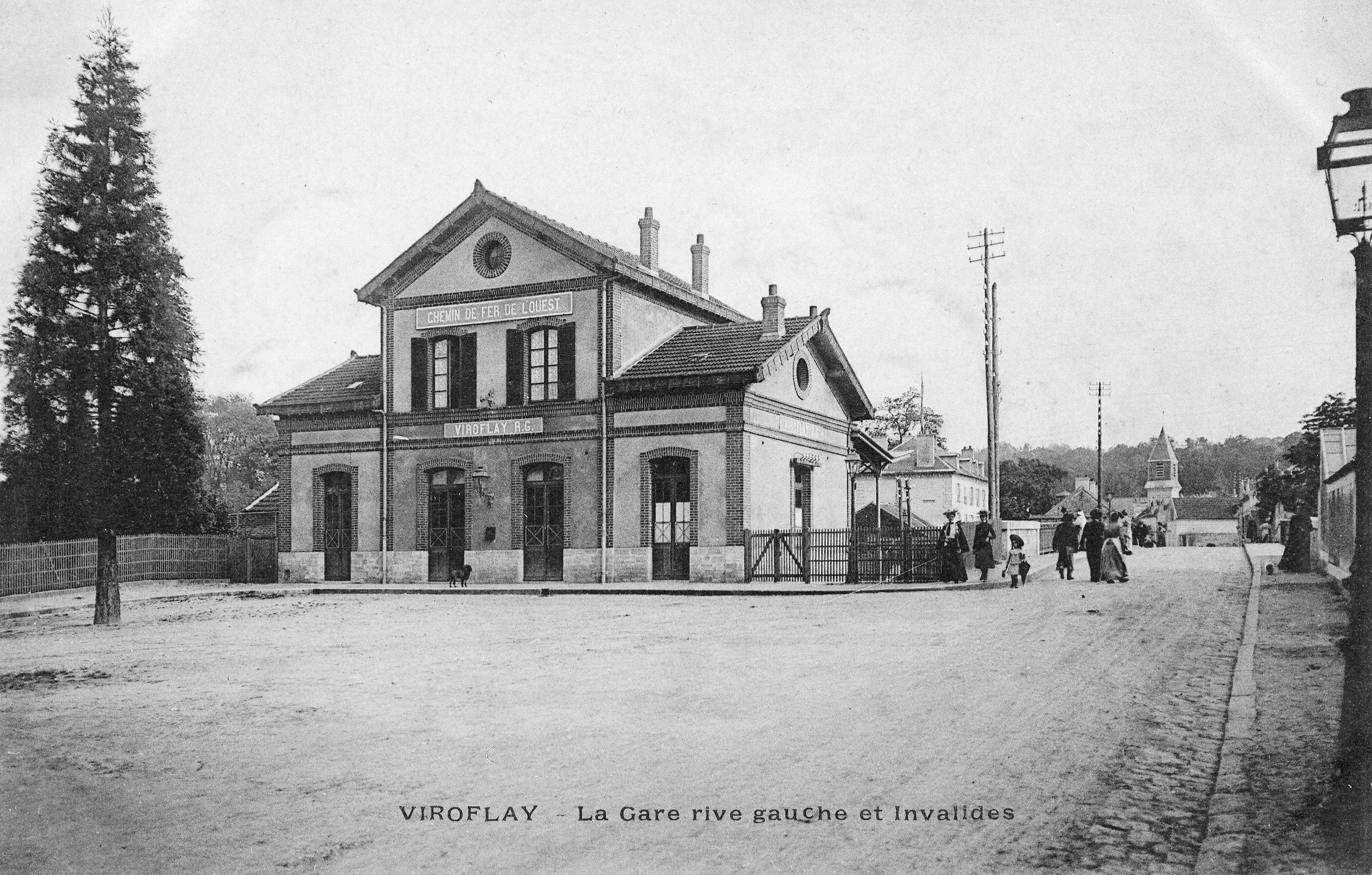
Place de la gare au début du XXe siècle (chemin de fer de l'Ouest).
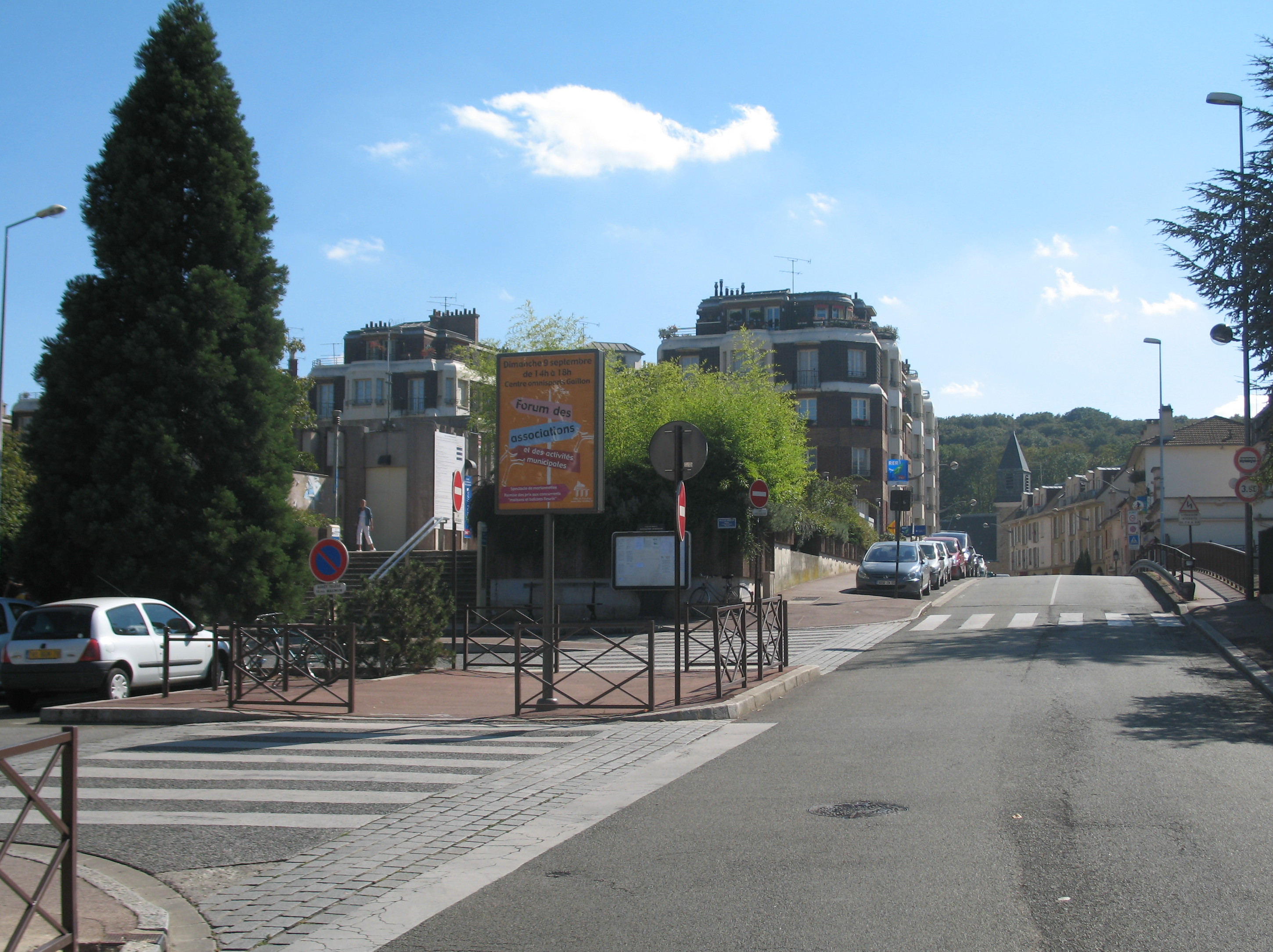
Place de la gare en 2007 (SNCF).
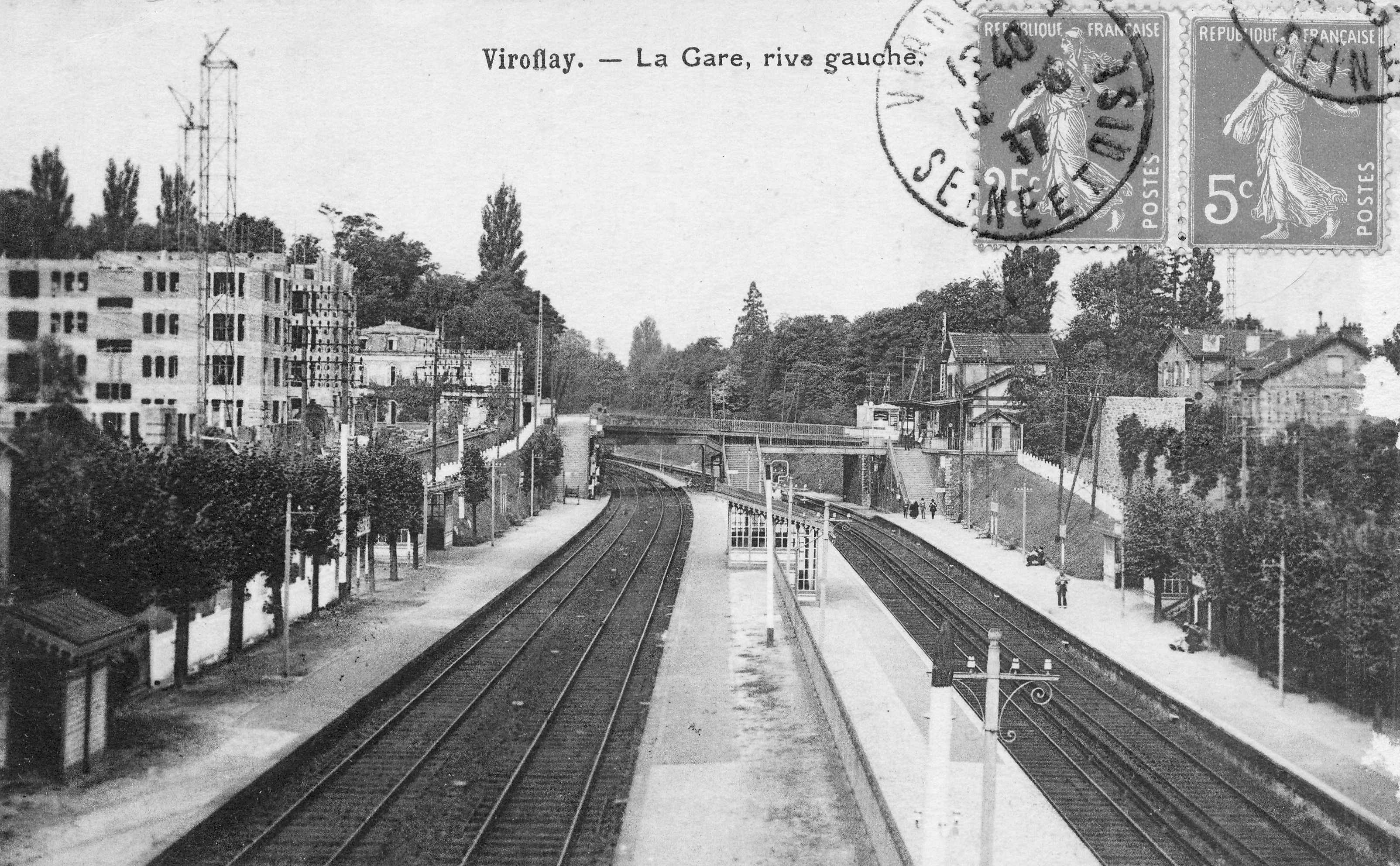
Vue générale de la gare en direction de Versailles dans les années 1930.
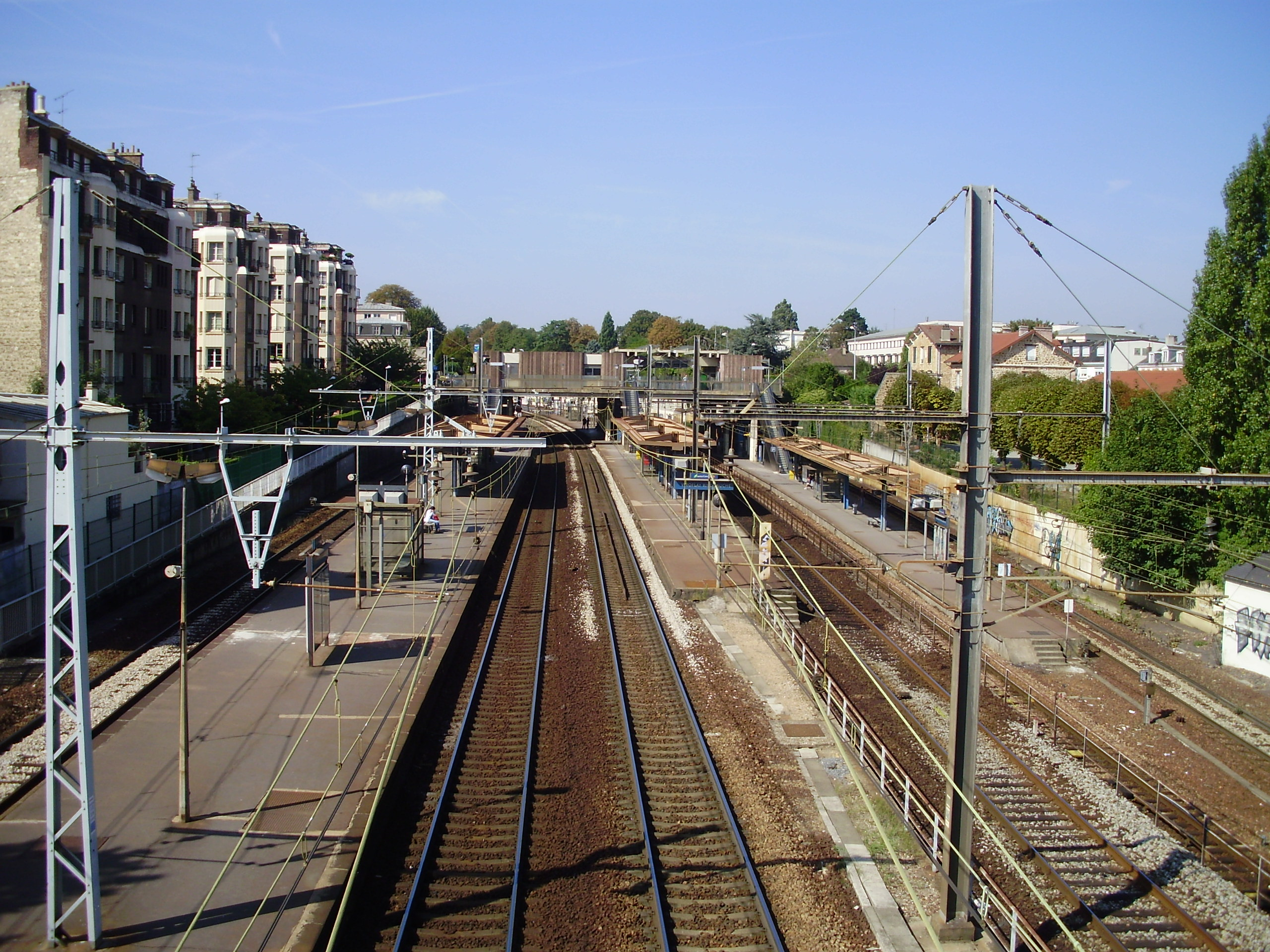
Vue générale de la gare en direction de Versailles, en 2010.

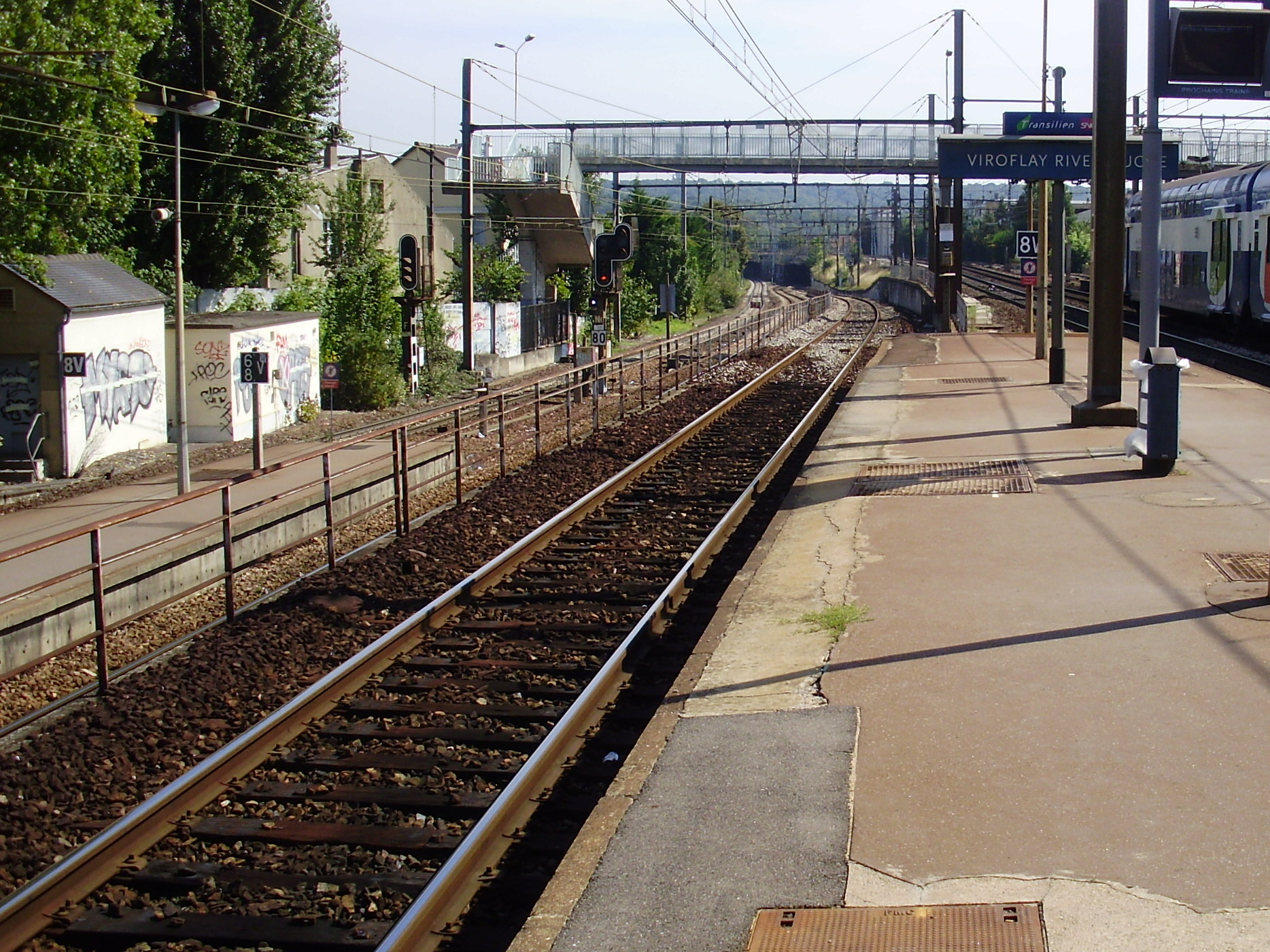
Vue vers Paris.
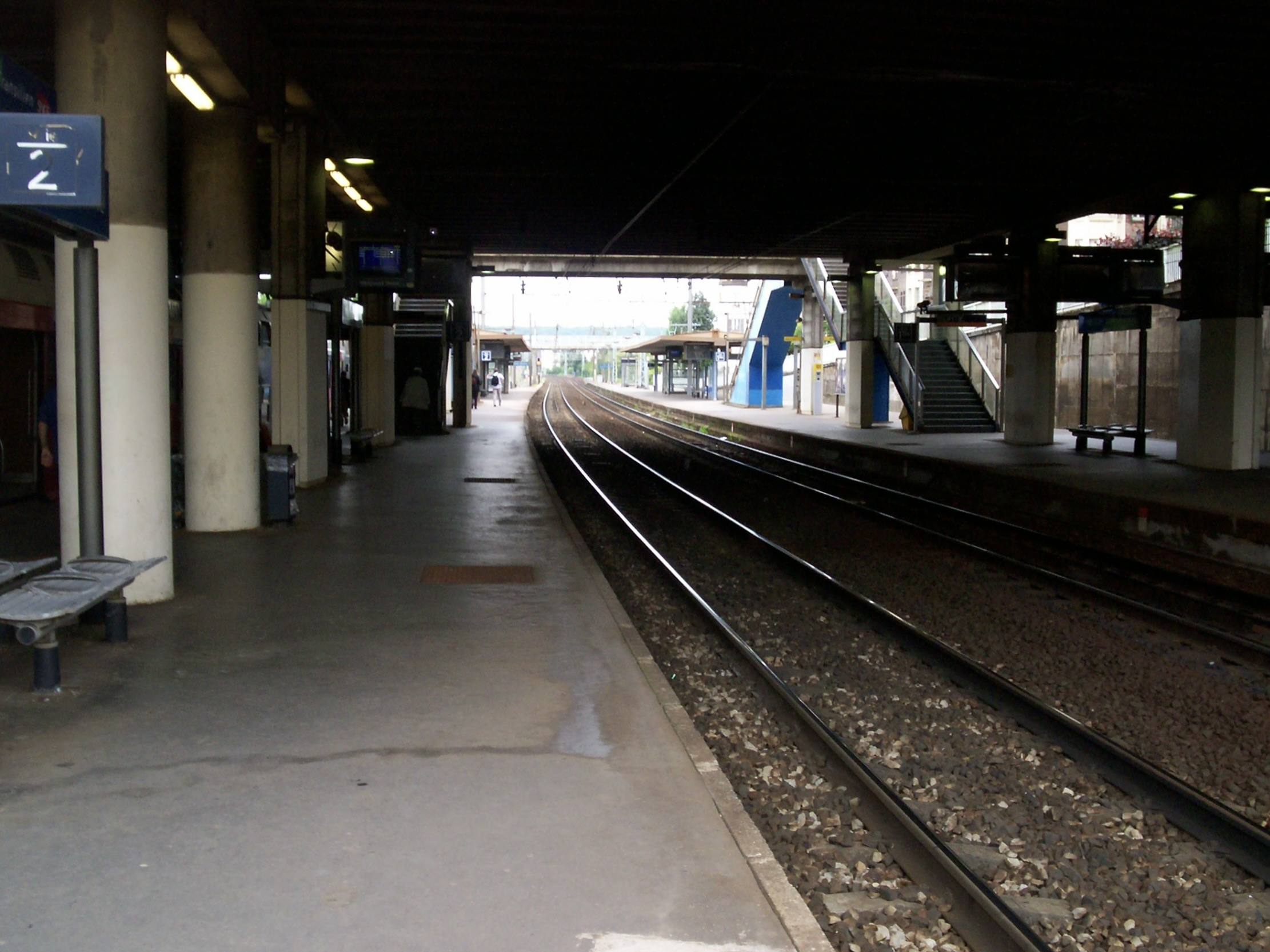
Quai central.
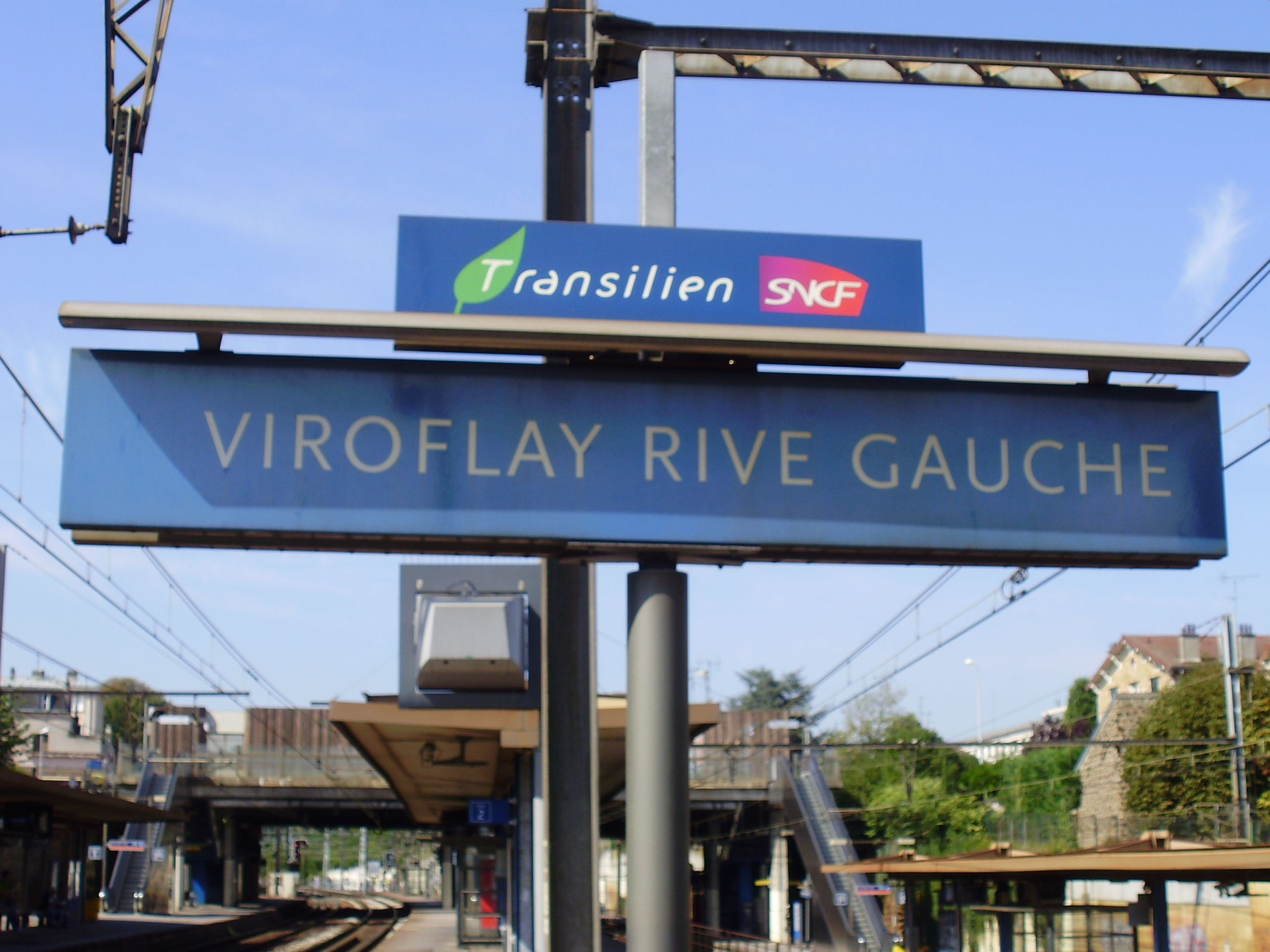
Panneau indiquant le nom de la gare.
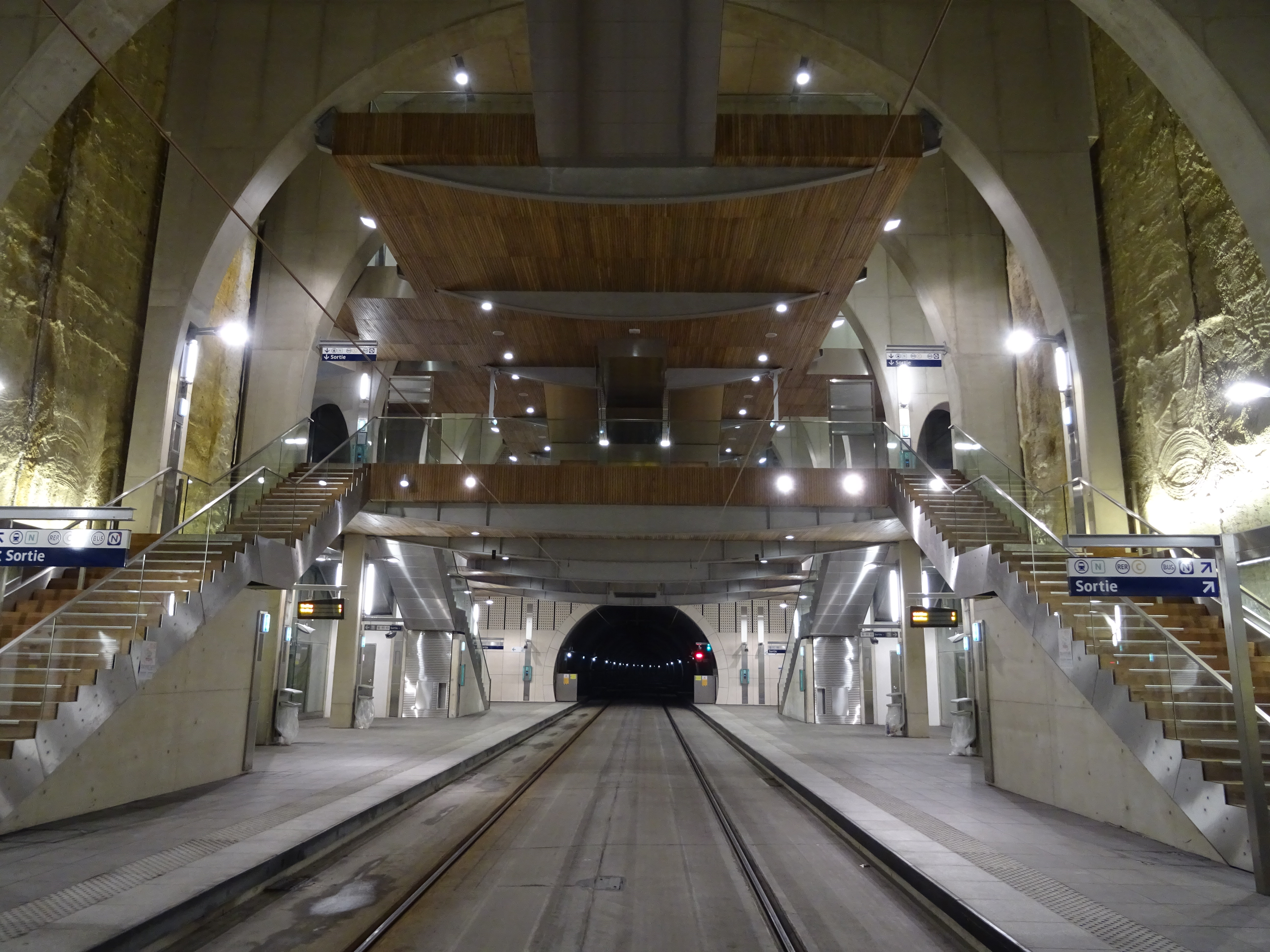
Vue des quais de la station de la ligne de tramway T6.